# Медик (Станіслав)
«Ме́дик» (Станісла́в) — аматорський радянський український футбольний клуб зі Станіслава (нині Івано-Франківська), заснований 1946 року. Учасник та призер чемпіонату Станіславської області. Виступав у першості УРСР серед команд Добровільних спортивних товариств (ДСТ).

## Історія
Футбольна команда була створена у перші повоєнні роки на базі Станіславського медінституту. У змаганнях представляла однойменне місцеве ДСТ «Медик». Колектив комплектувався переважно з місцевих працівників системи охорони здоров’я краю та здібної молоді. Саме тут дебютував на дорослому рівні легендарний у майбутньому прикарпатський футболіст Мирослав Думанський, який у ту пору був працевлаштований в міській рентген–лабораторії. Неформальним опікуном футбольного «Медика» став головний лікар центральної лікарні Станіслава, професор Іван Малиновський.
Практично відразу після створення «медики» увійшли до когорти лідерів обласних турнірів 1940–х. Свідченням цього є зайняте 2-е місце в чемпіонаті Станіславської області сезону 1947 року. Цей локальний успіх дозволив «Медику» у наступному році взяти участь в республіканській першості серед команд Добровільних спортивних товариств. Дебют команди у всеукраїнських змаганнях виявився не з найкращих — тільки передостаннє 7–е місце в своїй територіальній зоні. 
Сезон 1948 року став останнім в клубній історії, після чого команда припинила своє існування. Зникнення цього самобутнього спортивного колективу з футбольної карти Прикарпаття не в останню чергу було пов’язане із репресивними заходами місцевих каральних органів по відношенню до лікарів-фундаторів станіславського «Медика». Зокрема, на початку 1949-го було заарештовано, а згодом й засуджено до позбавлення волі на тривалий термін професора Івана Малиновського.    

## Досягнення
- Чемпіонат Станіславської області
  -  Віце-чемпіон : 1947

## Відомі гравці
- Мирослав Думанський